# Zârna (Râul Doamnei)
Zârna je lijeva pritoka Râul Doamnei u Rumunjskoj. Njezin izvor je jezero Zârna u planinama Făgăraș. Duljina joj je 17 km, a površina porječja 77 km2.